# Christopher Hampton

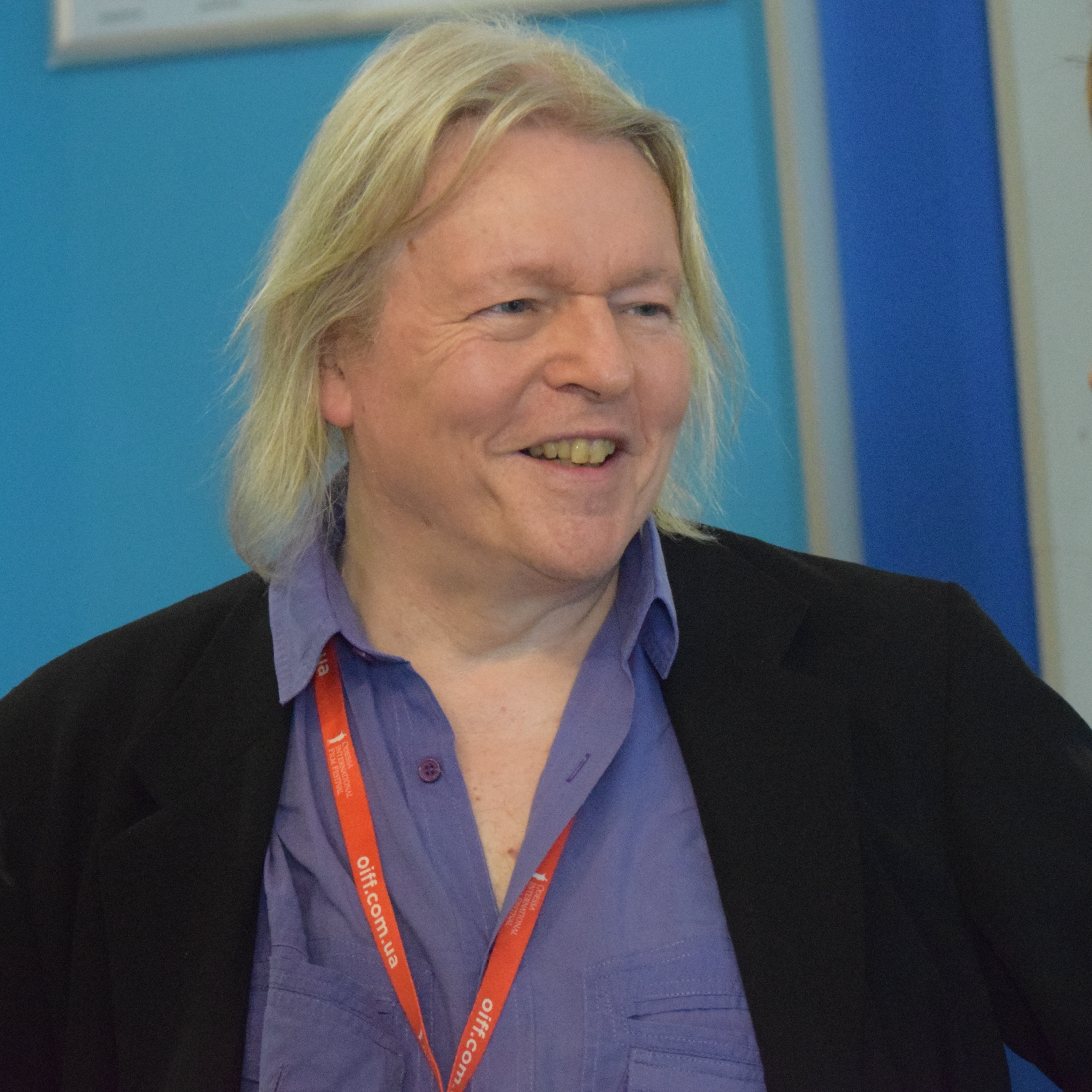
Christopher Hampton op het Festival van Odessa in 2016

Christopher James Hampton (Faial, Azoren, 26 januari 1946) is een Britse toneelschrijver, scenarioschrijver en filmregisseur. Hij is vooral bekend vanwege zijn toneelstuk Les Liaisons dangereuses, dat gebaseerd is op de roman met dezelfde titel, en de verfilmde versie Dangerous Liaisons (1988). Ook de nominatie van zijn scenario voor de verfilming van Ian McEwans Atonement heeft bijgedragen aan zijn bekendheid.
Hij is Commandeur in de Orde van het Britse Rijk en lid van de Britse Royal Society of Literature.

## Biografie
Christopher Hampton heeft Britse ouders: Dorothy Patience (Herrington) en Bernard Patrick Hampton. Zijn vader was ingenieur in de scheepstelecommunicatie voor Cable & Wireless. Zijn vaders werk leidde ertoe dat de familie zich achtereenvolgens vestigde in Aden en Alexandrië (Egypte), en later in Hong Kong en Zanzibar. De Suezcrisis in 1956 maakte het noodzakelijk dat de familie vluchtte, al hun bezittingen achterlatend.
Na voorbereidend onderwijs in Reigate ging Hampton naar de onafhankelijke kostschool Lancing College op de leeftijd van 13, waar hij huiskleuren won in boksen en zich onderscheidde als een sergeant in de Combined Cadet Force (CCF). De CCF is een jeugdbeweging in het Verenigd Koninkrijk, die gesponsord wordt door het Ministerie van Defensie. Collega-toneelschrijver David Hare was een schoolgenoot.
In 1964 ging hij naar het New College in Oxford, om er Duits en Frans te studeren. Hij studeerde er in 1968 af met een Congratulatory First. Een First-class honours degree, oftewel een First, is de hoogst haalbare graad aan de universiteiten in het Verenigd Koninkrijk en een indicatie van hoge academische prestaties en vermogen. Hampton haalde deze graad met onderscheiding, vandaar de titel Congratulatory.

## Carrière
Hampton raakte betrokken bij het theater terwijl hij studeerde aan de Universiteit van Oxford, waar de Oxford University Dramatic Society een voorstelling gaf van zijn toneelstuk When Did You Last See My Mother?, over adolescente homoseksualiteit, een reflectie van Hamptons eigen ervaringen op het Lancing. Hampton zond het werk naar de theatrale agent Peggy Ramsay, die William Gaskill ervoor wist te enthousiasmeren. Het stuk werd uitgevoerd in het Royal Court Theatre in Londen, en al snel werd de productie overgeplaatst naar het Comedy Theatre. Dit leidde ertoe dat Hampton in 1966 de jongste schrijver werd (in de moderne tijd) van een stuk dat uitgevoerd werd in een West End Theatre. Van 1968 tot 1970 werkte hij als vaste dramaturg bij het Royal Court Theatre en als de literaire manager van het bedrijf.
Hampton won de Academy Award voor Best Adapted Screenplay in 1988 voor de verfilming van zijn toneelstuk Dangerous Liaisons. Hij werd opnieuw genomineerd in 2007 voor zijn bewerking van Ian McEwans roman Atonement.

## Toneelstukken
- 1964 - When Did You Last See My Mother?
- 1967 - Total Eclipse
- 1969 - The Philanthropist
- 1974 - Savages
- 1975 - Treats
- 1984 - Tales From Hollywood
- 1991 - White Chameleon
- 2002 - The Talking Cure

## Musicals
- 1993 - Sunset Boulevard met Don Black (Boek & Lyrics), voor Andrew Lloyd Webber
- 2001 & 2004 - Dracula, The Musical met Don Black (Boek & Lyrics), voor Frank Wildhorn
- 2010 - Rebecca (musical) (Boek & Lyrics, vertaald uit het Duits)

## Adaptaties
- 1977 - Tales from the Vienna Woods, Ödön von Horváth
- 1982 - The Portage to San Cristobal of A.H., naar het boek van George Steiner
- 1983 - Tartuffe, naar Molière
- 1985 - Les Liaisons Dangereuses, naar het boek van Choderlos de Laclos voor de Royal Shakespeare Company
- 1993 - Sunset Boulevard, voor Andrew Lloyd Webber
- 2001 en 2004 - Dracula, The Musical, voor Frank Wildhorn
- 2006 - Embers,[4] naar het boek van Sándor Márai
- 2009 - The Age of the Fish (in het Duits: Jugend ohne Gott), naar het boek van Ödön von Horváth voor het Theater in der Josefstadt

## Filmografie
- 1973 - A Doll's House (scenarist), met in de hoofdrol Claire Bloom
- 1979 - Tales from the Vienna Woods (scenarist), geregisseerd door Maximilian Schell
- 1981 - The History Man (scenarist), voor de BBC
- 1983 - Beyond the Limit (scenarist)
- 1984 - The Honorary Consul (scenarist), gebaseerd op het boek van Graham Greene en met in de hoofdrol Michael Caine & Richard Gere
- 1986 - The Wolf at the Door (scenarist)
- 1986 - Hotel du Lac (scenarist-regisseur), naar het boek van Anita Brookner
- 1986 - The Good Father (scenarist), gebaseerd op het boek van Peter Prince
- 1986 - Arriving Tuesday (producer)
- 1988 - Dangerous Liaisons (toneelschrijver, scenarist, medeproducer), geregisseerd door Stephen Frears en met in de hoofdrol John Malkovich, Glenn Close, Michelle Pfeiffer en Uma Thurman
- 1989 - Cookie (scenarist)
- 1989 - Tales from Hollywood voor de BBC
- 1989 - The Ginger Tree, idem
- 1995 - Carrington (scenarist-regisseur)
- 1995 - Total Eclipse (toneelschrijver, scenarist, acteur: De Rechter), geregisseerd door Agnieszka Holland en met in de hoofdrol Leonardo DiCaprio en David Thewlis
- 1996 - Mary Reilly (scenarist), gebaseerd op het boek van Valerie Martin over Dr. Jekylls werkmeid, geregisseerd door Stephen Frears en met in de hoofdrol Julia Roberts en John Malkovich
- 1996 - The Secret Agent (scenarist-regisseur), gebaseerd op het boek van Joseph Conrad en met in de hoofdrol Gérard Depardieu, Bob Hoskins en Patricia Arquette
- 2002 - The Quiet American (scenarist)
- 2003 - Imagining Argentina (scenarist-regisseur), met in de hoofdrol Antonio Banderas en Emma Thompson
- 2007 - Atonement (scenarist)
- 2008 - Tokyo Rose (scenarist), in ontwikkeling, met Frank Darabont als regisseur
- 2009 - Cheri (scenarist)
- 2009 - Sunset Boulevard (origineel materiaal)
- 2011 - A Dangerous Method (schrijver-scenarist), gebaseerd op Hamptons The Talking Cure, geregisseerd door David Cronenberg en met in de hoofdrol Viggo Mortensen, Michael Fassbender, Keira Knightley en Vincent Cassel
- 2022 - The Son (scenarist)

## Vertalingen (uit het Engels)
- The Seagull
- Uncle Vanya
- Hedda Gabler
- Don Juan van Molière
- 1973 - A Doll's House
- 1996 - Art van Yasmina Reza
- 1998 - Enemy of the People
- 2000 - Conversations after a Burial van Yasmina Reza
- 2008 - God of Carnage van Yasmina Reza
- 2010 - Rebecca van Michael Kunze

## Libretto's
- 2005 - Waiting for the Barbarians, muziek door Philip Glass
- 2007 - Appomattox, idem